# Örnsro

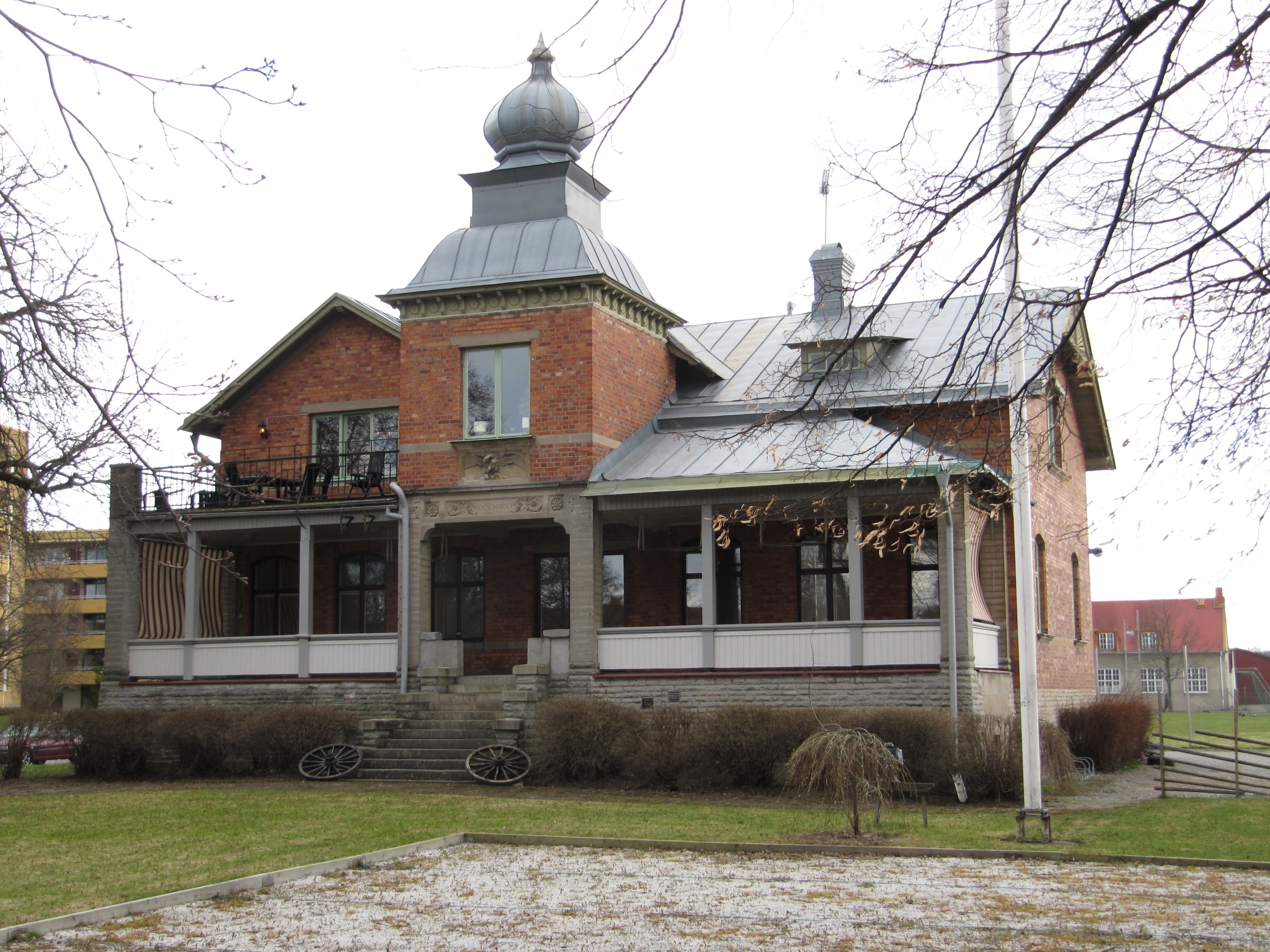
Villa Örnsro uppförd av Ossian Adlers år 1900.

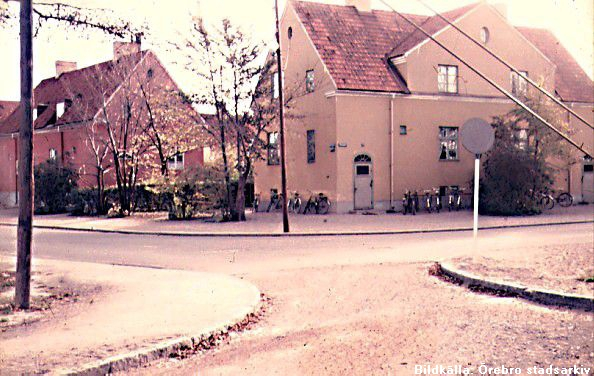
Tidstypiska hyreshus i Örnsro, rivna 1977. Ånstagatan 37, 39 och 41; Örnsrogatan 1 och 3.

Örnsro är en stadsdel i Örebro. Området var före 1905 en del av Längbro landskommun. Örnsro ligger strax sydväst om stadskärnan i centrala delen av staden, söder om Svartån. Via Hängbron kan man från Torsten Ehrenmarks park ta sig över Svartån till Rosta.

## Myrö utjord
Myrö utjord sträckte sig mellan Svartån i norr och Svartåbanan i söder, från Åbylundsgatan till Örnsro koloniförenings västgräns. Det var en del av Längbro landskommun. Detta område inköptes av Ossian Adlers i slutet av 1800-talet. Området öster om Villa Örnsro inköptes senare av Örebro stad, som hos Kunglig Majestät begärde att få inkorporera detsamma i staden. Ansökan beviljades den 27 oktober 1905.

## Villa Örnsro
Namnet Örnsro dyker upp första gången i Örebro år 1900. Det var notarien Ossian Adlers som lät bygga ett hus med namnet Villa Örnsro på det område som då hette Myrö utjord. Huset finns kvar än idag och är en vacker byggnad i rött tegel vid Svartån. Här hittar man också förklaringen till namnet. Ordet ”Adler” på tyska betyder ”örn”.
Ossian Adlers föddes 1830 i Fellingsbro och var son till en kronolänsman. Efter några år som statlig tjänsteman startade han på 1860-talet ett hyrkuskverk i Örebro, där man kunde hyra hästar och eleganta vagnar för resor inom och utanför staden. Hans verksamhet och bostad låg på Kungsgatan 1 i kvarteret Hållstugan. 1901 flyttade Ossian Adlers till Stockholm och fem år senare skänkte han villan till sin brorsdotter Alfrida Adlers. Ossian Adlers dog barnlös i Stockholm 1921. I Villa Örnsro har det såväl i början som i slutet av 1900-talet bedrivits kaféverksamhet. På 1950- och 60-talen bedrevs där en ungdomsgård.

## Bostäder i Örnsro
Norr om Idrottsvägen byggdes omkring år 1921 ett antal bostadshus avsedda för barnrika familjer inom det av staden inköpta området (se ovan: Myrö utjord). Dessa hus fanns kvar till år 1977, då de revs och ersattes av flerfamiljshus av funktionellt snitt. Området söder om Idrottsvägen bebyggdes år 1934. Där finns ett tjugotal mindre enfamiljshus. På Åbackegatan bodde journalisten Torsten Ehrenmark. Nära denna gata finns Torsten Ehrenmarks park, fram till 1985 kallad Svanåparken.

## Örnsro idrottsplats
Ossian Adlers donerade vid förra sekelskiftet marken närmast väster om Villa Örnsro till staden. Enligt ett gåvobrev från 1901, förvarat på stadsarkivet, var villkoret för gåvan att denna mark skulle användas till en ”lek- och sportplats”. Detta blev Örnsro idrottspark. Idrottsplatsen anlades år 1902, och har varit hemmaarena för Karlslunds IF HFK. Enligt gällande planprogram bostadsrätter byggas på området.

## Örnsro koloniförening
Örnsro koloniförening är Örebros äldsta koloniförening och omfattar 20 700 m². Det anlades år 1905. I området finns 79 trädgårdar om vardera 100-170 m².

## Företag i Örnsro
Örebro kommuns stadsbyggnadskontor ligger i området, liksom AB Roberts, tillverkare essenser till Julmust och Champis-läsk. Fram till den 8 juni 2015 trycktes Nerikes Allehanda vid ett tidningstryckeri i Örnsro. Tryckeriet kom att läggas ned efter att ägaren, V-TAB, beslutade om nedläggning den 26 maj 2014. I juni 2017 meddelades i media att HSB i Mälardalen köpt den tomt som tryckeriet ligger på, i syfte att bygga 375 bostadsrätter.